# Blanche Sari-Flégier
Pour les articles homonymes, voir Sari et Flégier.
Blanche Sari-Flégier, née Blanche Flégier le 4 mai 1852 à Marseille où elle est morte le 6 juin 1914, est une poétesse, écrivaine et journaliste française. 
Dans le journal Le Triboulet, elle a utilisé les pseudonymes Jean de Malmousque et K. Dy. 

## Biographie

### Famille et entourage
Blanche Flégier naît en 1852 à Marseille, fille de Louis Raymond Flégier, portefaix, et Thérèse Antoinette Astoin, son épouse.
En 1891, elle épouse Ignace Sari, né à Ajaccio, capitaine et chevalier de la Légion d'honneur qui a servi sous le Second Empire,. Ses parents sont alors épiciers.
Son frère aîné Ange Flégier, né en 1846, devient compositeur, et son neveu, Maurice Mangepan, sculpteur.

### Parcours
Blanche Flégier découvre la poésie pendant son enfance : lectrice des  auteurs antiques comme Virgile, Sophocle ou Homère, elle est par ailleurs marquée par l'œuvre du barde écossais Ossian, auquel on attribue des poèmes dits « gaéliques ».
Blanche Flégier se fait connaître au début des années 1880, comme collaboratrice du journal Le Bulletin musical, dans lequel elle signe des poèmes et des comptes-rendus de concerts. En 1882, son frère Ange Flégier met en musique Ossian, un de ses poèmes dédié au barde écossais,. 
Pratiquant aussi la musique et la peinture, elle adhère à la Sacem le 22 janvier 1883 en qualité d'autrice. Son frère met en musique plusieurs de ses poèmes, parfois joués sur scène.
Son premier recueil de poésie, Brumes et Rayons, paraît en 1890. Pour le critique littéraire Charles Fuster, « quoique l’auteur ait toutes les habiletés de l’art impersonnel, nous l’aimons mieux dans les pièces plus intimes, dont quelques-unes sont de véritables cris de détresse. »
Après son mariage, la poétesse publie sous le nom de Sari-Flégier. Elle collabore à de nombreux journaux, signant articles, poèmes et nouvelles : Supplément littéraire illustré du Petit Parisien,, Le Petit Journal, La Revue du siècle, Le Journal de la Corse, Le Semeur, La Revue des beaux-arts et des lettres. Dans le journal satirique Le Triboulet, elle signe sous son nom ses poèmes, mais sous le nom de plume Jean de Malmousque des critiques d'art et des articles de philosophie morale et chrétienne, et sous celui de K. Dy des articles humoristiques.
En 1896, Blanche Sari-Flégier publie La Suprême Espérance, « pages émues, remplies de souvenirs, de sentiments intimes, d'élans chrétiens », puis en 1897 Visions d'épopée, un recueil contenant dix-huit sonnets consacrés à Napoléon, personnalité qu'elle et son mari admirent. Le journaliste anarchiste et anticlérical Han Ryner lui consacre un passage de son livre Le Massacre des amazones : études critiques sur deux cents bas-bleus contemporains. Dans le chapitre intitulé « Les Cantinières », il se moque notamment de son style, de son militarisme et de son admiration pour l'empereur : 

« Cette bergère est une brave femme, et qui adore publiquement son époux, et qui lui prodigue en grands vers de petits noms plus gentils et plus originaux que des noms d’oiseaux. Il est 'l’heureux Présent' ; il est surtout 'le pur Éther où brille notre amour'. Et cette bonne épouse est une fille tendre ; elle constate en rimes riches que sa maman

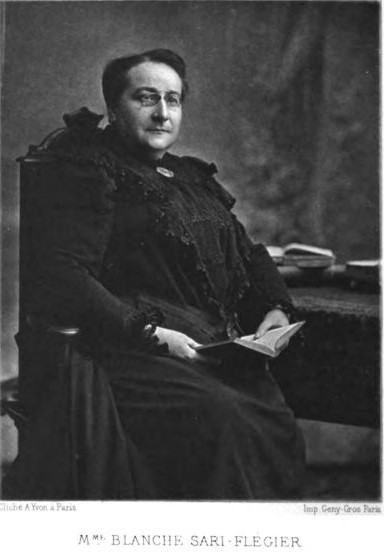
Portrait photographique paru dans la Revue du siècle de 1900

… s’appelait d’un joli nom : Thérèse
et qu’elle avait de beaux yeux
Que jamais ne ternit aucune syndérèse.
Sœur aimante, elle fait de la musique pour plaire à son frère, le  Flégier des stances ; elle décore d’un sonnet tout compositeur illustre et mort ; elle vante même un vivant, Camille Saint-Saëns, 'le Beethoven français'.
Les sentiments de ce noble cœur se hiérarchisent comme il convient. Le plus aimé de tous ces aimés, c’est l’époux, 'le pur Éther'. Il est officier, et elle a encore plus d’enthousiasmes militaires que d’admirations musicales. Elle s’émerveille dès que nos fusils à longue portée tuent courageusement quelques sauvages. »

La même année Blanche Sari-Flégier publie Joséphin, « roman spiritualiste », que l'écrivaine Rachilde commente ainsi dans Le Mercure de France : « Simple récit intime de l’enfance et de l’adolescence d’un prêtre. Style très naturel. Lecture agréable. » Le roman dénote l'intérêt de son autrice pour le spiritisme d'Allan Kardec, tout comme le recueil L'Ordre et l'Idéal édité en 1900. Dans un long article du Progrès spirite analysant la poésie de Blanche Sari-Flégier, le journaliste Adolphe Laurent de Faget qualifie la poétesse de « sœur en croyance ». Elle écrit elle-même occasionnellement dans la revue. 
En 1904, elle contribue aux Lectures de la femme, nouveau magazine illustré hebdomadaire, destiné aux femmes et aux jeunes filles. Veuve en 1906, elle continue de publier quelques ouvrages.
Blanche Sari-Flégier meurt le 6 juin 1914. Sa mort est annoncée trois jours plus tard dans Le Petit Marseillais. Selon ses volontés, ses obsèques ont lieu dans la plus grande simplicité et la plus stricte intimité.

## Œuvres

### Ouvrages

#### Sous le nom de Blanche Flégier
- Brumes et Rayons, Paris, Vanier, 1890, 110 p. (BNF 30440909)

#### Sous le nom de Blanche Sari-Flégier
- La Suprême Espérance : poésies, Paris, Vanier, 1896, 123 p. (BNF 31298976, lire en ligne)
- Visions d'épopée : poésies  (préf. Michel Zévaco), Paris, Vanier, 1897, VI-215 p. (BNF 31298977, lire en ligne)
- Joséphin  (préf. Jean-Joseph Renaud) (roman), Paris, Vanier, 1897, VI-226 p. (BNF 31298974)
- Sur nature. Symphonies pastorales et maritimes, Paris, Vanier, 1900[25]
- L'Ordre et l'Idéal, Paris, Leymarie, 1900[26]
- Conte pour Didi (livre pour enfants), 1900[6]
- Le Louis d'or (nouvelle parue en épisodes dans la presse en 1902)[27]
- L'Éventail (nouvelle parue en épisodes dans la presse en 1902)[28]
- Un jour à Trouville (nouvelle parue en épisodes dans la presse en 1902)[29]
- L'Humaine Détresse  (préf. Henry de Goudourville) (roman), Paris, Garnier, 1907, 622 p. (BNF 31298973)
- Lettres à une amie sur la théosophie..., Paris, Ficker, 1908, 185 p. (BNF 31298975)
- Pages d'amour et d'humour : Avec speech au lecteur par Corentin Dervèse, Paris, Ficker, 1910, 358 p. (BNF 38682359)
- Paroles livrées au vent qui passe. Échos du siècle passé : Avec notes biographiques sur l'auteur par Pablo Talhner, Paris, Ficker, 1910[30]
- Contes pour René et Fernand (livre pour enfants), Paris, Ficker, 1910
- L'Amour rose et l'amour noir, Paris, Jouve, 1911[30]
- Cinéma mythologique, historique, littéraire et poétique aux lueurs de la théosophie, Paris, Éditions thésophiques, 1912[31]
- Drames karmiques. Leila. Le Louis d'or. L'Éventail, Paris, Éditions théosophiques, 1912, 285 p.
- Angélique d'Ovraunes, 19??[31]
- Un cœur féminin, 19??[31]
- Les Naufragés de La Néréide, 19??[31]

### Poèmes mis en musique
- Ange Flégier (musique), Ossian (poème symphonique), 1882
- Ange Flégier (musique), Rêve de bonheur !, Paris, Grus, 1892 (BNF 42989977)
- Ange Flégier (musique), Tourment d'amour ! Mélodie dramatique, Paris, Gallet, 1892 (BNF 42990005)
- Ange Flégier (musique), Mon cœur s'en va vers toi ! Mélodie, Paris, Gallet, 1893 (BNF 42989934)
- Ange Flégier (musique), En attendant la nuit ! Mélodie, Paris, Gallet, 1895 (BNF 42989891)
- Ange Flégier (musique), En attendant le jour ! Rêverie, Paris, Gallet, 1895 (BNF 42989892)
- Amour défunt, 1895, texte paru dans le Supplément littéraire illustré du Petit Parisien, 6 janvier 1895
- Ange Flégier (musique), Rêve de bonheur !, Paris, Grus, 1897 (1re éd. 1892) (BNF 42989978)
- Ange Flégier (musique), Nœniœ (poème musical), 1897[11]
- Ange Flégier (musique), Le Rendez-vous ! Duo, Paris, Enoch, 1898 (BNF 42989973)
- Ange Flégier (musique), La Barque d'amour. Marine, Paris, Enoch, 1914 (BNF 42989857, lire en ligne)

### Spectacles
- Ossian, poème mis en musique par Ange Flégier, théâtre des Nations, Marseille, janvier 1885[32]
- Nœniœ, poème mis en musique par Ange Flégier, théâtre de la Bodinière, Paris, 22 octobre 1897[11]
- L'Éventail, drame en 1 acte et 4 tableaux, d'après sa nouvelle[6]
- Un coup de tonnerre, comédie en 1 acte[33]
- Admirateur de Barbedienne, vaudeville[33]

### Peinture
- Scène de harem, huile sur panneau, sans date, localisation inconnue[34]

## Archives personnelles
- Archives, musée de la Sacem[10]

## Liens
- Ressource relative aux beaux-arts :   - AGORHA
- Notices d'autorité :   - VIAF
  - ISNI
  - BnF (données)
  - Belgique
  - Pologne